# John J. Pershing
John Joseph Pershing (13. září 1860, Laclede, Missouri – 15. července 1948, Washington, D.C.) byl americký vojevůdce, velitel expedičních sil v Evropě za první světové války. Jediný čtyřhvězdičkový zlatý armádní generál armády USA.
V roce 1880 studoval na North Missouri Normal School, od roku 1882 na West Pointu. Po ukončení nastoupil v roce 1886 k 6. kavalerii ve Fort Bayard (Teritorium Nové Mexiko), kde se účastnil válek proti Apačům. Později působil u posádek v Kalifornii, Arizoně a Severní Dakotě. V letech 1892–1895 byl učitelem vojenské taktiky na University of Nebraska. V roce 1892 byl povýšen na poručíka a velel 10. regimentu kavalerie, kde získal přezdívku "Nigger Jack" , později "Black Jack". Od roku 1897 působil jako instruktor na West Pointu. V letech 1899–1903 se účastnil filipínsko–americké války na Filipínách. Na plukovníka byl povýšen v roce 1903. V roce 1905 byl jmenován vojenským atašé v Tokiu a v témže roce se oženil s Helen Frances Warrenovou. Krátce působil v roce 1908 jako vojenský pozorovatel na Balkáně (se sídlem v Paříži). Od roku 1909 do roku 1912 působil znovu na Filipínách. V roce 1915 při požáru zahynula jeho žena a tři malé dcerky. V roce 1916 byl povýšen na generálmajora a velel trestné výpravě do Mexika proti povstalecké armádě Pancha Villy, která přepadla město Columbus v Novém Mexiku.
V dubnu 1917 byl jmenován velitelem Amerického expedičního sboru na západní frontě. Za své zásluhy byl povýšen do hodnosti "Generála armád" (General of the Armies), ekvivalentní šestihvězdičkovému generálovi. Jediným dalším člověkem stejné hodnosti v americké historii byl George Washington, jemuž však byla udělena posmrtně v roce 1976 v rámci dvoustého výročí vzniku Spojených států. Americký kongres nechal Pershinga navrhnout si insignie pro tuto hodnost (Generála armád), Pershing zvolil čtyři zlaté hvězdy (neboť nejvyšší hodnost v té době byl čtyřhvězdičkový generál, jehož insignie byly čtyři stříbrné hvězdy). Hodnost pětihvězdičkového armádního generála (General of the Army) byla zavedena až během druhé světové války. Generál armád je však stále jeden hodnostní stupeň nad v současnosti nejvyšší dosažitelnou funkcí (pětihvezdičkového) armádního generála, proto je Pershingova hodnost označována jako ekvivalent šestihvězdičkového generála, jakkoli nosil hvězdy jen čtyři. Náčelníkem generálního štábu se stal v roce 1921 a byl jím po další tři roky, do svého odchodu do důchodu. V roce 1930 vyšly jeho paměti My Experiences in the World War, za které získal v roce 1932 Pulitzerovu cenu za historii. Zemřel v roce 1948 na ischemickou chorobu srdeční a selhání srdce. Pohřben je na Arlingtonském národním hřbitově.